# TBL1XR1
TBL1XR1‏ (Transducin beta like 1 X-linked receptor 1) هوَ بروتين يُشَفر بواسطة جين TBL1XR1 في الإنسان.